# Kvalserien till Elitserien i ishockey 1994
Kvalserien till Elitserien i ishockey 1994 spelades för att avgöra vilka lag som skulle få spela i Elitserien 1994/1995. Kvalserien bestod av fyra lag och spelades i sex omgångar. Segraren AIK gick upp till Elitserien, medan Bodens IK, IF Troja-Ljungby och IK Vita Hästen fick spela i Division I 1994/1995.
Säsongens överraskning, Boden, ledde kvalserien inför slutomgången. AIK behövde vinna med tre mål för gå om norrbottningarna och ta platsen i Elitserien. Med 1:47 kvar av matchen ledde AIK med 3–0, men drog då på sig en straff efter att Rikard Franzén avsiktligt flyttat på målburen. Globens 11 111 åskådare protesterade högljutt mot domaren Roger Öberg, och innan straffen kunde slås var man tvungen att spola om isen på grund av inkastade föremål. Boden hade då utsett Ulf "Sasse" Sandström att lägga straffen då han gjort fem mål på fem straffar tidigare under säsongen. Men Rolf Ridderwall räddade straffen och 3-0 stod sig och AIK tog platsen i Elitserien.

## Slutställning
| Nr | Lag              | S | V | O | F | GM | IM | MS  | P |
| -- | ---------------- | - | - | - | - | -- | -- | --- | - |
| 1  | AIK              | 6 | 3 | 2 | 1 | 15 | 10 | +5  | 8 |
| 2  | Bodens IK        | 6 | 3 | 2 | 1 | 20 | 16 | +4  | 8 |
| 3  | IF Troja-Ljungby | 6 | 2 | 1 | 3 | 18 | 20 | −2  | 5 |
| 4  | IK Vita Hästen   | 6 | 0 | 3 | 3 | 12 | 29 | −17 | 3 |